# Robert Wells
Robert Wells (nacido el 7 de abril de 1962 en Estocolmo) es un compositor, arreglista y músico de origen sueco. 

## Carrera
Estudió en Escuela de Música de Adolf Fredriks y en el Royal College of Music, Estocolmo. En los años 1980s, colaboró con varios artistas musicales como Lill-Babs, Gösta Linderholm, Eva Bysing y Jerry Williams. En 1986, lanzó su primer sencillo titulado "Upp på berget", logrando entrar a las listas de éxitos de Svensktoppen. Tiempo después, Wells participó en el concurso Melodifestivalen 1987, con el objetivo de representar a su país en el Festival de la Canción de Eurovisión de ese año, pero su canción "Sommarnatt", no logró pasar a la ceremonia final.
Además, él apareció de manera regular en el programa Så ska det låta, la versión sueca del programa irlandés The Lyrics Board. 
Su serie de conciertos Rhapsody in Rock de carácter anual, se hicieron muy populares y tuvieron bastante éxito tanto en Suecia como en otros países. Lograron superar los 1,5 millones de espectadores solamente en Suecia, desde 1998.
Wells coescribió y tocó el piano en la canción "A Song for You" de la cantante Céline Dion.
En 2008, Wells fue elegido por el ministro de Cultura y Deporte de China, para componer la música oficial para los Juegos Olímpicos de Pekín 2008. Él escribió la canción "7 Days & 7 Nights" de la banda sueca de hard rock The Poodles, además de haber tocado el piano en la misma.

## Eurovisión 2010
En 2010, Wells fue elegido como el pianista de la canción "Butterflies", la que fue interpretada por el grupo 3+2 en el Festival de Eurovisión 2010, celebrado en Oslo, Noruega. La canción logró clasificar a la final, donde consiguieron sólo 18 puntos y se posicionaron en el 24° puesto, es decir, el penúltimo lugar.

## Discografía
- Robert Wells (1987)
- The Way I Feel (1988)
- Rhapsody in Rock I (1989)
- Rhapsody in Rock II (1990)
- Dubbelpianistema - Hör och häpna (1991)
- Rhapsody in Rock III (1993)
- Robert Wells (1994) (Edición Especial en Finlandia)
- Norman & Wells (1996) (junto a Charlie Norman)
- Nordisk rapsodi (1996)
- World Wide Wells (2000)
- Jingle Wells (2000)
- Väljer sina klassiska favoriter (2002)
- Rhapsody in Rock 1998-2003 Complete Collection (2003)
- Rhapsody in Rock - The Anniversary (2004)
- Full House Boggie (2006)
- Close Up Classics (2010)
- The Essential Robert Wells (2011)
- Piano Conc I-ix Rhapsody In Rock (2012)

## Premios y reconocimientos
Premios Óscar
| Año  | Categoría              | Canción          | Trabajo nominado      | Resultado |
| ---- | ---------------------- | ---------------- | --------------------- | --------- |
| 1980 | Mejor canción original | It's Easy To Say | 10, la mujer perfecta | Nominado  |